# Ступіній-Прежмерулуй
Ступіній-Прежмерулуй (рум. Stupinii Prejmerului) — село у повіті Брашов в Румунії. Входить до складу комуни Прежмер.
Село розташоване на відстані 143 км на північ від Бухареста, 17 км на північний схід від Брашова.

## Населення
За даними перепису населення 2002 року у селі проживала 401 особа, з них 399 осіб (99,5%) румунів. Рідною мовою 399 осіб (99,5%) назвали румунську.